# Liste der denkmalgeschützten Objekte in Hostouň
Grundlage dieser Liste der denkmalgeschützten Objekte in Hostouň ist die ÚSKP-Liste (Ústřední seznam kulturních památek České republiky, deutsch Zentrale Liste der Kulturdenkmäler der Tschechischen Republik), die von der tschechischen Denkmalschutzbehörde NPÚ (Národní památkový ústav, deutsch Nationale Denkmalbehörde) seit 1987 geführt wird und an die seit dem Jahr 1850 geschaffenen Listen anschließt.

## Denkmalgeschützte Objekte nach Ortsteilen

### Hostouň
| Lage                                                     | Objekt                              | Beschreibung                             | ÚSKP-Nr.                  | Bild           |
| -------------------------------------------------------- | ----------------------------------- | ---------------------------------------- | ------------------------- | -------------- |
| Hostouň, südlicher Ortsrand (Standort)                   | Kirche Mariä Himmelfahrt            | Friedhofskapelle, erbaut 1636            | 32232/4-2090 Info Katalog | weitere Bilder |
| Hostouň, Chodské náměstí (Choden Platz) (Standort)       | Säule der Heiligsten Dreifaltigkeit |                                          | 14759/4-2091 Info Katalog | weitere Bilder |
| Hostouň, nordwestlicher Ortsrand, Nähe Schule (Standort) | Sühnekreuz                          | rechteckiger Stein mit Radkreuzrelief    | 102593 Info Katalog       | BW             |
| Hostouň, Chodské náměstí / Osvobození (Standort)         | Jakobskirche                        | 1384 erwähnt, 1731 barockisiert          | 23349/4-2088 Info Katalog | weitere Bilder |
| Hostouň, Chodské náměstí / Osvobození (Standort)         | Pfarrhaus                           | barock, 1877 nach Brand wieder aufgebaut | 23349/4-2088 Info Katalog | weitere Bilder |

### Holubeč
| Lage                          | Objekt                 | Beschreibung | ÚSKP-Nr.                  | Bild           |
| ----------------------------- | ---------------------- | ------------ | ------------------------- | -------------- |
| Holubeč, Dorfplatz (Standort) | Kapelle Mater Dolorosa |              | 51959/4-5278 Info Katalog | weitere Bilder |

### Mělnice
| Lage                                                      | Objekt                                | Beschreibung                         | ÚSKP-Nr.                  | Bild           |
| --------------------------------------------------------- | ------------------------------------- | ------------------------------------ | ------------------------- | -------------- |
| Mělnice, am Feldweg nach Holubeč (Standort)               | Säule Heiliger Paulus                 | nur ein kleiner geschwungener Sockel | 37116/4-2069 Info Katalog | weitere Bilder |
| Mělnice, am östlichen Ortsrand (Standort)                 | Kirche Heiliger Ägidius               |                                      | 15047/4-2067 Info Katalog | weitere Bilder |
| Mělnice, an der Brücke (Standort)                         | Skulptur des heiligen Nepomuk         |                                      | 19070/4-2068 Info Katalog | weitere Bilder |
| Mělnice, 1,4 km nördlich der Ortschaft im Wald (Standort) | Gruppe vorgeschichtlicher Grabstätten | Hügel im Wald                        | 18949/4-4031 Info Katalog | BW             |

### Štítary (Hostouň)
| Lage | Objekt                                     | Beschreibung                                     | ÚSKP-Nr.                  | Bild           |
| --- | ------------------------------------------ | ------------------------------------------------ | ------------------------- | -------------- |
| Štítary 1 (Standort) | Pfarrhaus                                  |                                                  | 16491/4-4766 Info Katalog | weitere Bilder |
| Im Hof von Štítary 1 (Standort) | Gedenkstein                                | ovaler Stein mit Tatzenkreuzrelief               | 103792 Info Katalog       | BW             |
| Im Hof von Štítary 1 (Standort) | Sühnekreuz                                 | runder Stein mit dreieckigem Fuß, Radkreuzrelief | 103793 Info Katalog       | BW             |
| Felssporn 1,8 Kilometer nordwestlich von Štítary, 200 m nördlich des nördlichen Dorfrandes von Hostětice, in der Mitte des Westbogens des Mělnický potoks (Standort) | befestigte Höhensiedlung der Hallstattzeit |                                                  | 50157/4-5176 Info Katalog | BW             |
| Štítary, Dorfplatz (Standort) | Kapelle St. Judas Thaddäus                 |                                                  | 68985/4-4767 Info Katalog | weitere Bilder |
| Štítary, an der Brücke über die Radbuza östlich von Hostětice (Standort)                                                                                             | Nepomuksäule                               |                                                  | 34521/4-4020 Info Katalog | Nepomuksäule   |